# Episodi di Elena di Avalor (terza stagione)
La terza stagione della serie televisiva Elena di Avalor viene trasmessa dal 7 ottobre 2019 sul
canale statunitense Disney Channel  dal 22 dicembre
2021 è disponibile in Italia su Disney+.
| nº | Titolo originale         | Titolo italiano                | Prima TV USA     | Prima TV Italia  |
| -- | ------------------------ | ------------------------------ | ---------------- | ---------------- |
| 1  | Sister Of Invention      | Sorella d'inventiva            | 7 ottobre 2019   | 22 dicembre 2021 |
| 2  | To Save a Sunbird        | Il salvataggio della nettarina | 8 ottobre 2019   | 22 dicembre 2021 |
| 3  | Father-in-chief          | Un papà al comando             | 9 ottobre 2019   | 22 dicembre 2021 |
| 4  | The Magic Within, Pt. II | la magia dentro: parte II      | 10 ottobre 2019  | 22 dicembre 2021 |
| 5  | Norberg Peace Prize      | Il Premio della Pace a Norberg | 11 ottobre 2019  | 22 dicembre 2021 |
| 6  | The Magic Within, Pt. I  | La Magia dentro, parte I       | 13 ottobre 2019  | 22 dicembre 2021 |
| 7  | Flower Of Light          | Il fiore della luce            | 16 ottobre 2019  | 22 dicembre 2021 |
| 8  | Captain Mateo            | Capitan Mateo                  | 17 ottobre 2019  | 22 dicembre 2021 |
| 9  | Sugar Rush               | Dolci pensieri                 | 18 ottobre 2019  | 22 dicembre 2021 |
| 10 | The Family Treasure      | Il tesoro di famiglia          | 21 ottobre 2019  | 22 dicembre 2021 |
| 11 | Dreamcatcher             | L'acchiappasogni               | 22 ottobre 2019  | 22 dicembre 2021 |
| 12 | Changing of the Guard    | Il cambio della guardia        | 23 ottobre 2019  | 22 dicembre 2021 |
| 13 | King Skylar              | Re Skylar                      | 24 ottobre 2019  | 22 dicembre 2021 |
| 14 | Spirit of a Wizard       | Lo spirito di un mago          | 25 ottobre 2019  | 22 dicembre 2021 |
| 15 | Team Isa                 | La squadra di Isa              | 15 novembre 2019 | 22 dicembre 2021 |
| 16 | The Last Laugh           | L'ultima risata                | 22 novembre 2019 | 22 dicembre 2021 |
| 17 | Festival of Lights       | Il Festival delle Luci         | 6 dicembre 2019  | 22 dicembre 2021 |
| 18 | The Birthday Cruise      | La crociera di compleanno      | 10 gennaio 2020  | 22 dicembre 2021 |
| 19 | Giant Steps              | Passi da gigante               | 7 febbraio 2020  | 22 dicembre 2021 |
| 20 | Shooting Stars           | Stelle cadenti                 | 6 marzo 2020     | 22 dicembre 2021 |